# Chąśnicy

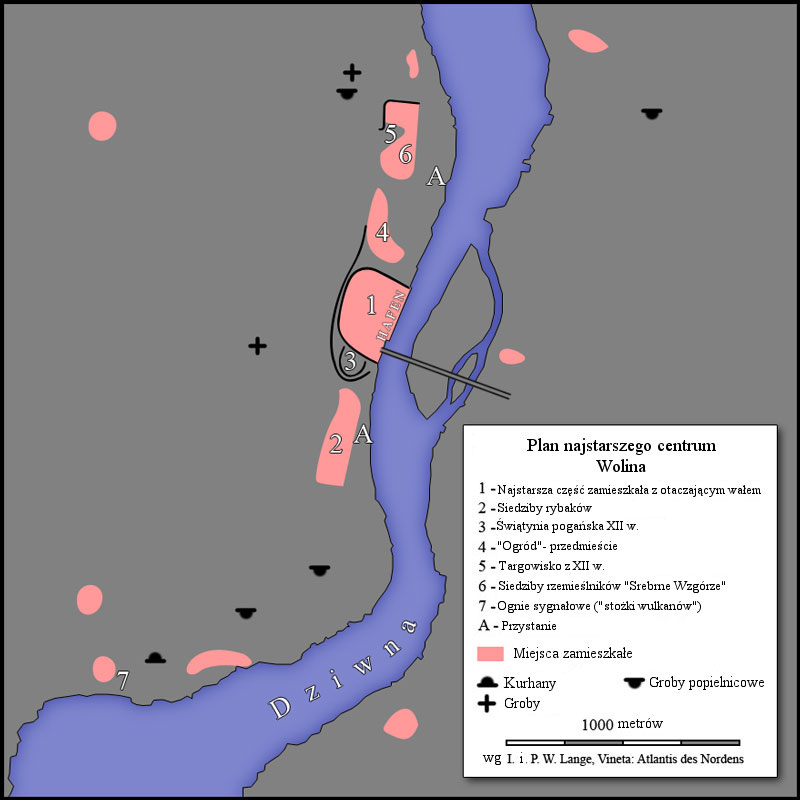
Plan osady Wolin z czasów chąśników

Chąśnicy, wiciądze, wiciędze – słowiańscy wojownicy, walczący na podobieństwo skandynawskich wikingów od VI do XII w. Nazewnictwo to można także odnosić do niektórych wypraw książąt pomorskich przeciwko Polsce wczesnopiastowskiej i księstwom niemieckim.

## Etymologia
Zdaniem badaczy, nazwy chąśnicy i chąsa (grupa wojowników wraz z ich statkami) wywodzą się z połączenia dwóch pokrewnych słów: chasa (gromada, zgraja) i chąśba (napad, rozbój).

## Siedziby
Ośrodkami, z których operowali chąśnicy były najczęściej główne miasta nad Bałtykiem lub większymi rzekami, m.in.: Arkona, Kołobrzeg, Zwierzyn (i inne ośrodki Obodrzytów), Stargard, Szczecin, Wolin.

## Okres działalności
Za, na poły legendarne, początki wypraw chąśników uważa się już VI w., niebawem po osiedleniu się Słowian połabskich nad Bałtykiem (walki legendarnego potomka Lecha, księcia Wizymira z Duńczykami). Jednak bardziej wiarygodne wydają się dopiero przekazy historyczne z X w.: ok. 984 lub 985 w bitwie pod Fýrisvellir w Szwecji mieli brać udział wikingowie z Jomsborga, być może wsparci przez Słowian.
Bezspornie, za kres działalności chąśników uważa się lata 1184 (klęska księcia Bogusława I w bitwie pod Zingst) i w wyniku tego hołd lenny księcia, złożony w 1185 królowi Danii, Kanutowi VI.

## Działalność
Pomijając legendarne walki Wizymira, który miał odebrać Danii m.in. Rugię i Skanię oraz wymienioną bitwę nad Fyris, główne działania chąśników przypadają na XII wiek. Zaś szczytem potęgi słowiańskich wikingów było panowanie księcia pomorskiego Racibora I.

### Kalendarium
- 999 lub 1000 – Bitwa morska pod Svold, w której mieli uczestniczyć Słowianie (poświadczeni są wikingowie z Jomsborga)
- 1043 – chąśnicy zdobywają duńskie miasta Hedeby oraz Aarhus; Magnus I Dobry na trwałe niszczy Jomsborg i pali Wolin (odbudowany)
- poł. X w. – 1121 – niezależność chąśników wolińskich
- 1108/1109 – chąśnicy pomorscy oblegają i zajmują Ujście
- 1109 – nieudany wypad chąśników na Mazowsze
- 1127 – Pomorzanie będący pod władzą pierwszych Gryfitów, Warcisława I i Racibora I, przyjmują chrzest
- 1135 – pogrom floty Eryka II przez flotę Racibora I i Ranów oraz splądrowanie stolicy Danii
- 1136 – chąśnicy Racibora zdobywają i plądrują Konungahelę
- 1137 i 1138 – wyprawy Racibora pustoszą duńskie wybrzeża
- 26 czerwca 1147 – obodrzyccy chąśnicy łupią port w Lubece; klęska krzyżowców duńskich biskupa Assera pod Dębinem, k. Zwierzyna
- 1157 i 1162 – najazdy Waldemara I Wielkiego na bazy chąśników (piratów) na Pomorzu Zachodnim i Rugii
- jesień 1170 – odwetowy najazd chąśników pomorskich na Duńczyków (6 grudnia bitwa u brzegów Falster)
- 1178–1180 – wyprawy chąśników na liczne miejscowości w Meklemburgii i na Łużycach
- 1184 – klęska i utrata floty pomorskiej pod Zingst
- 1185 – hołd lenny ks. Bogusława I kończy epokę chąśników